# Centrarchops
Centrarchops is een monotypisch geslacht van straalvinnige vissen uit de familie van de Grotzaagbaarzen, orde baarsachtigen (Perciformes).

## Soort
- Centrarchops chapini Fowler, 1923